# Station Bournville
Bournville is een spoorwegstation van National Rail in Bournville, Birmingham in Engeland. Het station is eigendom van Network Rail en wordt beheerd door West Midland Trains.